# Ant (Fluss)
Der Ant ist ein Nebenfluss des Flusses Bure in der Grafschaft Norfolk, England. Er ist 27 Kilometer lang (davon sind 15 Kilometer schiffbar) und hat ein Gesamtgefälle von 27 Metern von der Quelle bis zur Mündung. Es heißt, dass der Ant ursprünglich Smale hieß und dass er dem Dorf Smallburgh den Namen gab.

## Verlauf

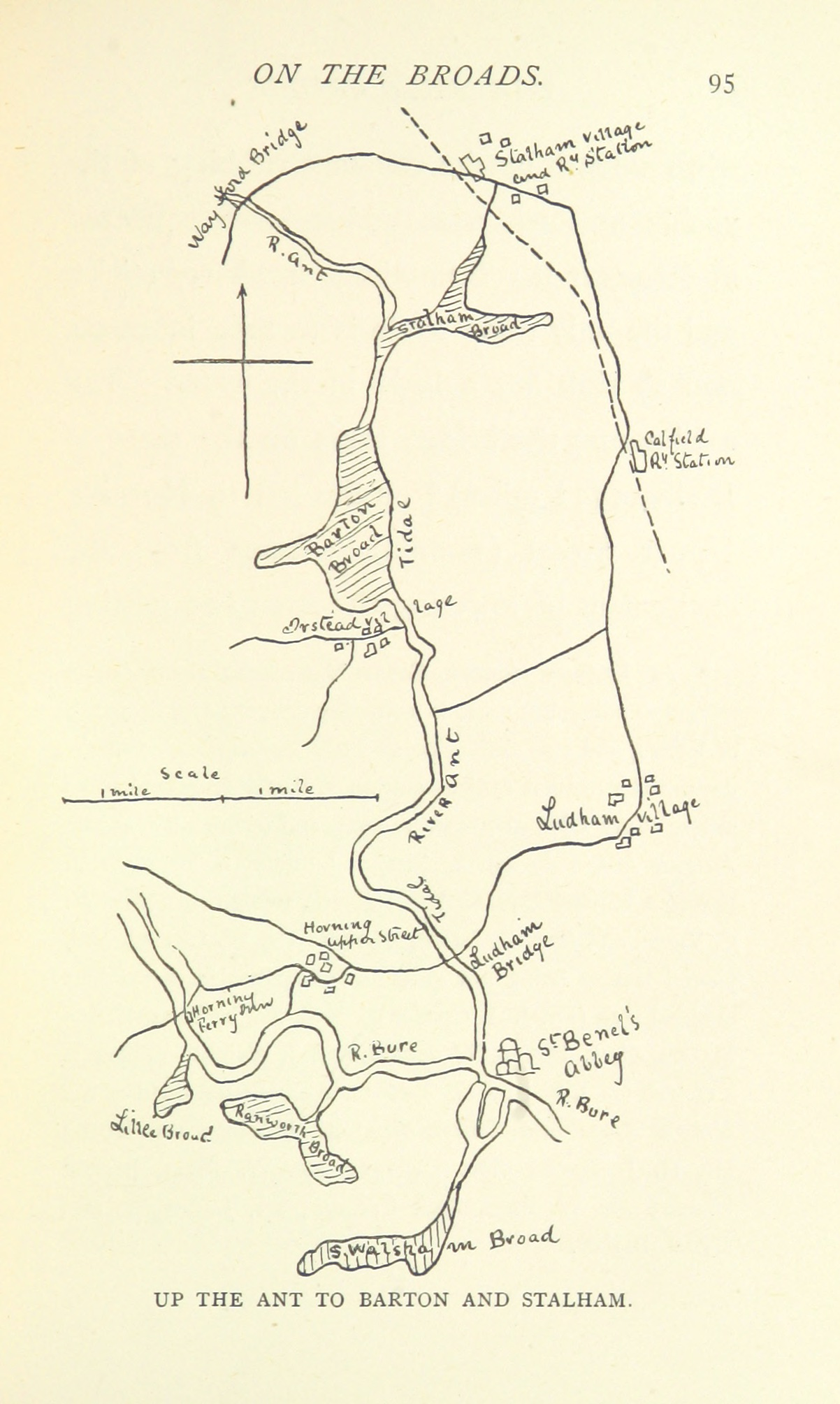
Karte des Ant aus „The Best Cruise on the Broads“, 1895

Die Quelle des Flusses befindet sich östlich des Dorfs Antingham in North Norfolk bei den Antingham Ponds. Unmittelbar unterhalb der Teiche wurde der Flusslauf in früher Zeit als Kanal genutzt, der an der ehemaligen Knochenmühle von Antingham begann. Durch ein Parlamentsgesetz wurde im Jahr 1812 der North-Walsham-und-Dilham-Kanal ausgehoben, der breit genug war, den damals typischen Frachtsegler der Norfolk Broads, eine Norfolk Wherry, aufzunehmen. Der Kanal wurde für 30.000 Pfund gebaut und am 25. Juli 1826 eröffnet. Im Kanal verlaufend wurde der Fluss Ant somit bis nach Dilham schiffbar. In diesem Ort verbreitert er sich und gewinnt an Tiefe.
Der Fluss verläuft nordöstlich der Gemeinde North Walsham an der Mühle von Bacton Wood vorbei und erreicht dann eine nicht mehr nutzbare Schleuse bei Ebridge Mill. Bei der Brücke von Briggate wird eine weitere Mühle und eine weitere stillgelegte Schleuse passiert.
Bei der Brücke von Honing erreicht der Fluss, noch im Kanal verlaufend, die Broads. Hier durchquert der Lauf ein sumpfiges, bewaldetes Gebiet namens Dilham Broad und führt nach einer Reihe von Biegungen unter der Brücke von Tonnage hindurch. Unterhalb der Brücke wird das Broad Fen durchquert, ein Gebiet mit vielen Entwässerungskanälen, und trifft auf Dilham Dyke. Unterhalb des Zulaufs kehrt der Fluss in sein eigentliches Bett zurück.
Bei der Wayford Bridge passiert der Ant das Wayford Bridge Hotel und eine Reihe von Hausbooten, die am Ostufer des Flusses vertäut sind. Bei der Brücke handelt es sich um eine moderne Konstruktion, über die die Straße A149 führt. Mit einer Durchfahrtshöhe von etwa 2,1 Metern ist sie nur von kleinen Sportbooten passierbar.
Weiter flussabwärts gibt es an beiden Ufern Bootswerften und -verleihstationen. Der Fluss passiert nun die Ruine der Moy’s Entwässerungsmühle. Der Fluss passiert im weiteren Verlauf den Kanal Stalham Dyke, der zu den Ortschaften Stalham und Sutton führt. Der Kanal Sutton Dyke führt weiter nach Osten und verläuft durch den Sutton Broad, der kein offenes Gewässer ist, da die Fahrrinne auf beiden Seiten von Schilfgürteln flankiert wird.

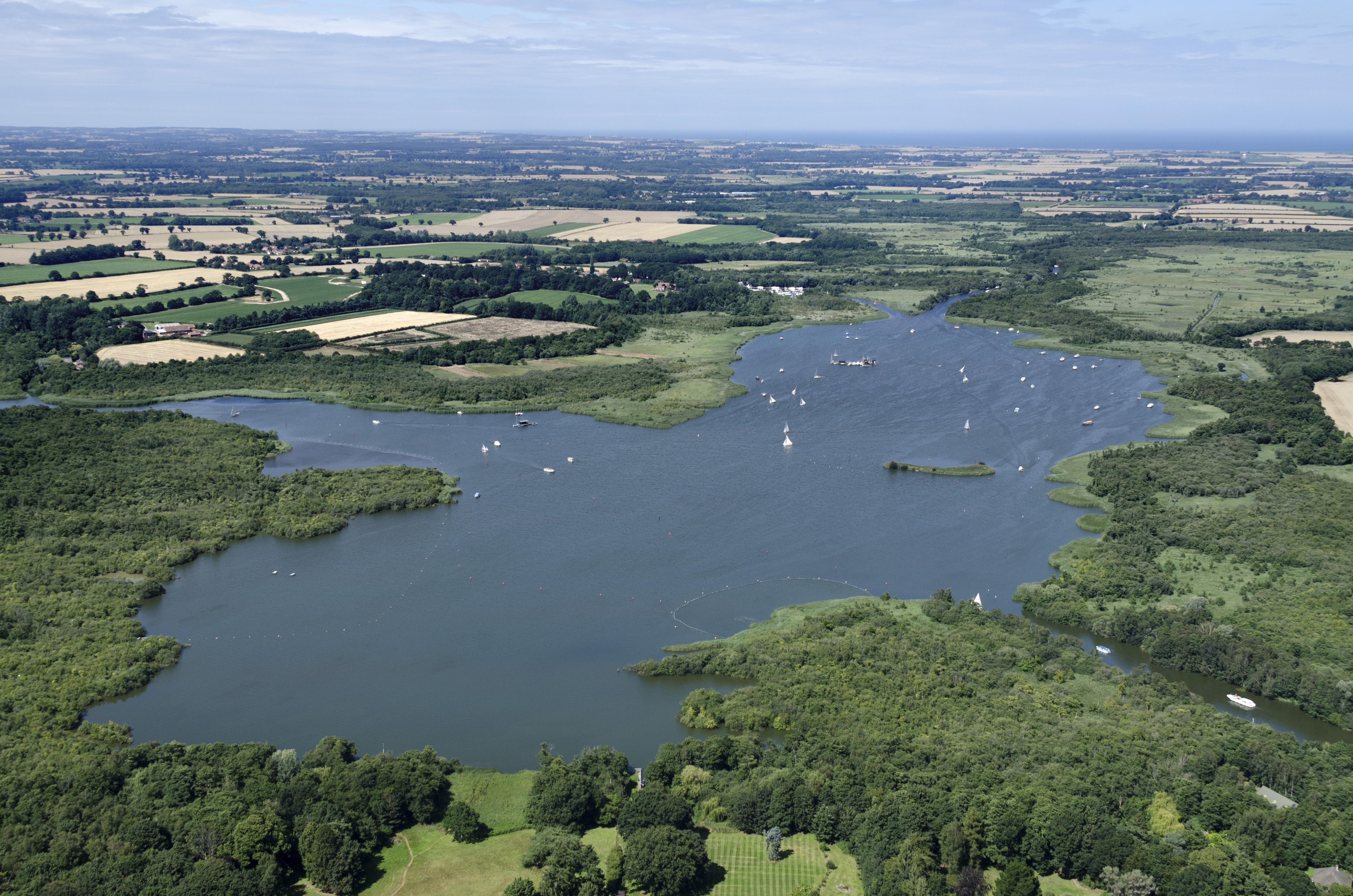
Der Barton Broad

Nach Passieren der Insel „The Heater“ zweigen Kanäle ab, die zum Barton Turf Anleger führen. Anschließend mündet der Ant  in den Barton Broad, den zweitgrößten aller Broads in Norfolk. An der südöstlichen Ecke des Sees fließt der Ant ab; von dieser Stelle wirkt sich der in das gesamte Revier setzende Gezeitenhub der Nordsee aus.

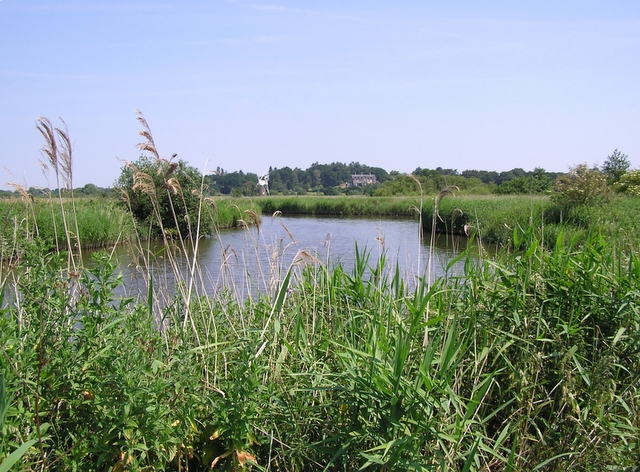
Der Ant bei How Hill

Der Flusslauf folgt nun einem „The Shoals“ (die Untiefen) genannten Abschnitt östlich des Orts Irstead. Die Ufer des Flusses sind auch hier von einer Vielzahl von Mühlen markiert; unter anderem Clayrack Drainage Mill, Boardman’s Windmill, Turf Fen. Das Naturschutzgebiet How Hill ist öffentlich und kann zu Fuß oder mit Elektrobooten erkundet werden. Im weiteren Verlauf nimmt der Fluss eine U-förmige, weite Biegung, die zu der Brücke von Ludham führt. Über die Brücke führt die Landstraße A1062. Eine scharfe, uneinsichtige Flussbiegung direkt stromabwärts, der Tidenstrom und eine geringe Durchfahrthöhe führen hier in Verbindung mit weitläufigen kostenlosen Anlegestellen häufig zu besonderen Situationen des Bootsverkehrs auf dem Fluss.
Bis zur Mündung ist von der Ludham Brücke noch ein guter Kilometer zurückzulegen. Die Mündung in den Bure liegt dicht bei der Ruine von St Benet’s Abbey.

## Schifffahrt

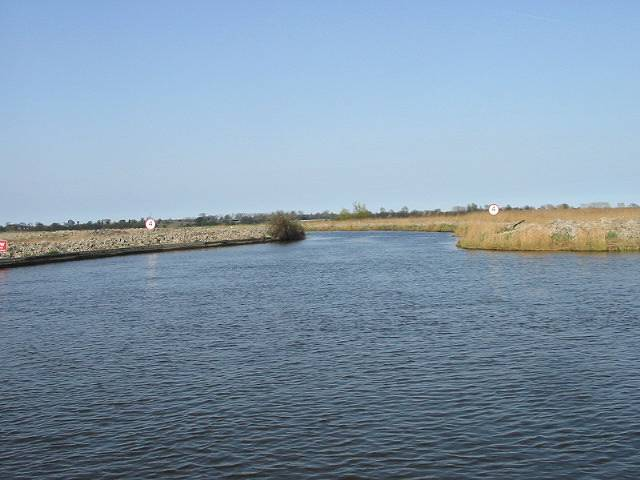
Mündung des Ant in den Bure

Es wird vermutet, dass bereits die Römer, die England bis zum Beginn des 5. Jahrhunderts besetzten, die Wasserwege im Bereich des Ant nutzten. Im Jahr 1976 wurde bei dem Bau einer neuen Straße im Zuge von Baggerarbeiten ein rund 12 Meter langes Teil eines vermutlich römischen Bootes nordwestlich der Brücke von Wayford im Torf entdeckt. Unterhalb der Brücke wurde 1927 bei Baggerarbeiten auf dem Fluss ein hölzernes Einbaumkanu entdeckt. Es zeigte sich, dass es aus dem Jahr 720 stammt.
Seit dem 19. Jahrhundert dient der Fluss mit seinen Nebenarmen und Seen vor allem der touristischen Nutzung. In der Ortschaft Stalham befindet sich neben dem Museum of the Broads auch eine der führenden Verleihfirmen für Kabinenkreuzer der Norfolk Braods. Richardson’s Boating Holidays verfügt in seiner weitläufigen, drei eigene Hafenbecken umfassender Liegenschaft über die größte Flotte von Mietbooten in dem Revier.